# 路易斯·斯塔德勒
路易斯·斯塔德勒（1896年7月6日—1954年5月12日）是一位美国遗传学家，密蘇里大學教授，专攻玉米和大麦。斯塔德勒1919年博士毕业于康奈尔大学，导师罗林斯·A·爱默生，1938年任美国遗传学学会会长。